# HMS Walker (D27)
«Волкер» (D27) (англ. HMS Walker (D27) — військовий корабель, ескадрений міноносець «Адміралті» типу «W» Королівського військово-морського флоту Великої Британії за часів Другої світової війни.
Ескадрений міноносець «Волкер» був закладений 26 березня 1917 року на верфі компанії William Denny & Brothers Limited у Дамбартоні. 29 листопада 1917 року він був спущений на воду, а 2 лютого 1918 року увійшов до складу Королівських ВМС Великої Британії.
«Волкер» проходив службу у складі британських ВМС у роки Першої та Другої світових воєн, брав участь у боях на морі, бився у Північній Атлантиці, біля берегів Європи, супроводжував атлантичні та арктичні транспортні конвої.
За проявлену мужність та стійкість у боях бойовий корабель нагороджений п'ятьма бойовими відзнаками.

## Історія

### 1940
Протягом квітня-травня 1940 року вів інтенсивні бої проти німецьких окупантів. З 30 квітня допомагав в евакуації союзних військ з Ондалснеса.

### 1941
18 травня 1941 року «Волкер» разом з есмінцями «Рамсі», «Ріплі», «Вотчмен», шлюпом «Енчантресс», корветами «Блюбел», «Кендітюфт», «Волфлавер», «Ханісакл», «Гортензія», «Тюліп» і тральщиком «Саламандер» увійшов до складу ескортної групи конвою HX 125, який супроводжував з Галіфаксу до Британії.

### 1944
У березні залучався до супроводження арктичних конвоїв, зокрема входив до ескорту конвою JW 58 з 47 транспортних та вантажних суден.
20 квітня 1944 року «Волкер» вийшов у черговий похід до Кольської затоки, супроводжуючи крейсер «Дайадем» і ескортні авіаносці «Фенсер» і «Актівіті», куди без втрат прибули 23 квітня.

### 1945
30 грудня 1944 року «Волкер» з есмінцями «Весткотт», «Кеппель» і «Сігнет», шлюпами «Ларк» і «Лепвінг», корветами «Еллінгтон Касл», «Олнвік Касл» і «Бамбург Касл» вийшов з Лох Ю на ескорт арктичного конвою JW 63 до Кольської затоки.